# Скала-останец с текстом
Скала-останец с текстом — останец, памятник природы, расположенный в Грозненском районе Чечни на южном склоне Терского хребта у гребня в 2 км от перевала по которому проходит дорога Грозный — Червлённая. 
Представляет собой останец плотного песчаника с надписью «Здесь у этой скалы с 1851 по 1854 годы со своим другом Садо Мисербиевым бывал Л. Н. Толстой». Надпись имеет высоту 2,5 метра и ширину 1,5 метра. Автор надписи и время её создания не установлены. Толстой неоднократно бывал в этих местах. В станице Горячеисточненской он навещал служившего там брата, а в Толстой-Юрте жил его друг Садо Мисербиев.
Имеет статус особо охраняемой природной территории республиканского значения.